# Owl's Nest
De woning met de naam Owl's Nest, ook bekend als Edward Eggleston Estate, is een National Historic Landmark. Edward Eggleston (1837-1902) was een Amerikaanse schrijver. Hij gebruikte het huis eerst als zomerhuis. Vanaf circa 1885 tot aan zijn dood was het zijn woning. Het ligt nabij Lake George in de staat New York.
Het is een National Historic Landmark sinds 1971.